# Соціально-комунікативні навички
Соціально-комунікативні навички («м'які» навички, іноді «гнучкі» від англ. soft skills) — комплекс неспеціалізованих, надпрофесійних навичок, які відповідають за успішну участь у робочому процесі, високу продуктивність і, на відміну від спеціалізованих навичок, не пов'язані з конкретною сферою. На відміну від функціонально-технічних навичок, т. зв. англ. hard skills, соціально-комунікативні навички не мають прямого зв'язку з професійними здібностями людини — вмінням працювати з тими чи іншими програмами, знанням механізмів, досвідом роботи, адже вони є певним набором особистісних якостей людини. Наприклад, комунікабельність, креативне мислення, гнучкість розуму та стресостійкість. Зараз подібні навички набувають особливого значення, оскільки сприяють успішній роботі та кар'єрному зростанню.

## Історія
Починаючи з 1959 року, армія США вкладає значні ресурси в технологічний розвиток процедур навчання, і у 1968 році офіційно запровадила навчальну доктрину, відому як «Системна інженерія навчання», описану в документі CON Reg 350-100-1.
П. Г. Вітмор цитує визначення CON Reg 350-100-1: «пов'язані з роботою навички, що передбачають дії, що стосуються переважно людей і звітності, наприклад, інспектування військ, нагляд за офісним персоналом, проведення досліджень, підготовка звітів про технічне обслуговування, підготовка звітів про ефективність».
На конференції CONARC 1972 року було сформульовано наступне попереднє визначення: «це важливі пов'язані з роботою навички, які включають незначну або повну відсутність взаємодії з машинами та застосування яких у роботі є досить узагальненим».
Психолог Ніколас Гамфрі стверджував, що соціальний, а не кількісний інтелект, визначає людину.

## Концепція
Соціально-комунікативні навички — це сукупність продуктивних рис особистості, які формують міжособистісні відносини в суспільстві та колективі. Ці навички можуть включати в себе соціальні переваги, комунікативні здібності, мовні навички, особисті звички, когнітивні або емоційні співпереживання, управління часом, колективну роботу та риси лідерства. Визначення, засноване на згаданій вище літературі, пояснює соціально-комунікативні навички термін для навичок за трьома ключовими функціональними елементами: навички людей, соціальні навички та особисті кар'єрні ознаки. Американська Національна асоціація бізнес-освіти вважає, що соціально-комунікативні навички є критичними для працівників на сучасному робочому місці. Соціально-комунікативні навички доповнюються функціонально-технічними навичками, також відомі як технічні навички, для продуктивної роботи на робочому місці та повсякденних компетенцій (Arkansas Department of Education, 2007). Раніше вважали, що функціональні-технічні навички, т. зв. hard skills, є єдиними навичками, необхідними для кар'єри, і були, як правило, кількісними та вимірюваними з огляду на освіту, досвід роботи або інтерв'ю, але у дослідженні, проведеному Гарвардським університетом, зазначено, що 80 % досягнень у кар'єрі визначаються соціально-комунікативними навичками та лише 20 % — професійними, функціонально-технічними, навичками.
У 2012 році Університет Східного Кентуккі опублікував список «десяти найкращих соціально-комунікативних навичок»:
- комунікабельність;
- ввічливість;
- гнучкість розуму;
- чесність;
- навички міжособистісного спілкування;
- позитивний настрій;
- професіоналізм;
- відповідальність;
- вміння працювати в команді;
- знання професійної етики.